# Maastoren

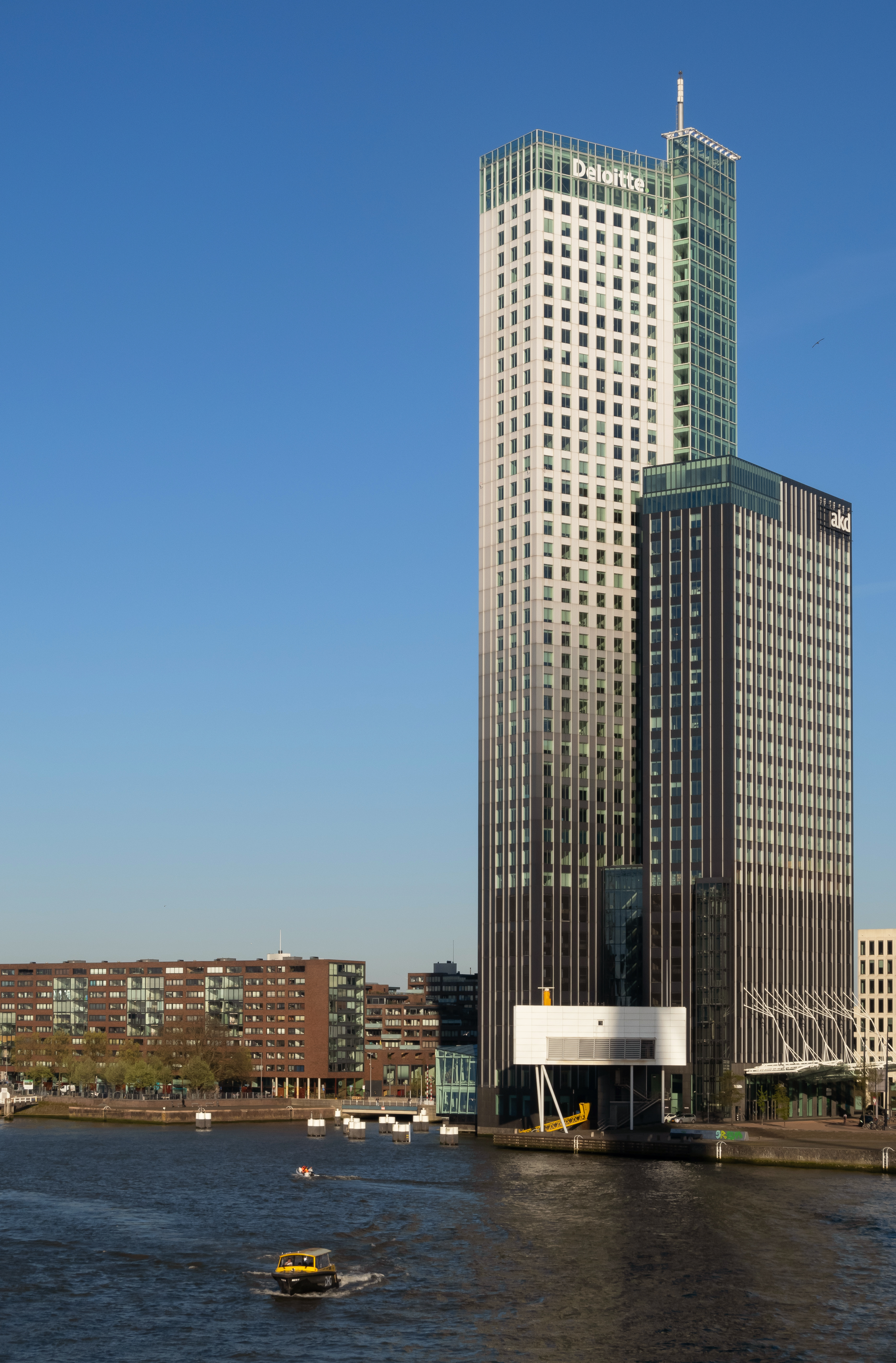
Maastoren (2022)

Der Maastoren ist ein Wolkenkratzer im Stadtteil Kop van Zuid in der niederländischen Stadt Rotterdam.
Das Gebäude wurde 2006 bis 2010 an der Nieuwe Maas in Rotterdam erbaut und misst 164,8 m Höhe. Inklusive des Mastes auf dem Dach hat es eine Höhe von 177,7 m. Das Design des Maastoren stammt vom Büro Dam & Partners Architecten. Jedoch waren auch die Architekten des Büros von Odile Decq Benoit Cornette am Designprozess beteiligt. Durchgeführt wurde der Bau von
OVG Projectontwikkeling. Bis 2021 war das für Bürozwecke  genutzte Hochhaus das höchste des Landes. Derzeitige Hauptmieter sind AKD und Deloitte, welche sich die Geschossfläche von 44.809 m² auf den 44 Etagen teilen.
Das angrenzende Parkhaus verfügt über 635 Parkplätze.